# Tercer orde
El terme tercer orde o orde tercer designa els grups de persones que viuen d'acord amb la regla d'un orde religiós, però sense viure necessàriament en comunitat ni haver de fer vots públics. Els membres, anomenats terciaris, són habitualment laics i fan la seva vida habitual, però privadament, viuen l'espiritualitat dels membres d'un orde religiós.
El codi de dret canònic de l'Església Catòlica Romana de 1983 defineix orde secular o tercer orde secular com a:
Associacions els membres de les quals comparteixen l'esperit d'alguns instituts religiosos i que a la seva vida secular porten una vida apostòlica, a la cerca de la perfecció cristiana i sota la direcció del mateix institut." (Can. 303)
Fora de l'Església Catòlica, també hi ha ordes tercers a les esglésies anglicanes i luteranes.